# Čërnaja (affluente della Vesljana)
La Čërnaja (in russo Чёрная?; nel corso superiore Большая Соль, Bol'šaja Sol') è un fiume della Russia europea orientale, affluente di destra della Vesljana (bacino idrografico del Volga). Scorre nel Gajnskij rajon del territorio di Perm' e nel Kojgorodskij rajon della Repubblica dei Komi, in Russia.
Ha origine in un'area paludosa e scorre in direzione mediamente sud-orientale, a parte un'ampia ansa descritta verso nord a metà corso. Ha una lunghezza di 149 km, il suo bacino è di 1 800 km². Sfocia nella Vesljana a 115 km dalla foce, vicino al villaggio Ust'-Čërnaja.